# Integral de Frullani
Les integrals de Frullani són un tipus específic d'integral impròpia que rep el nom del matemàtic italià Giuliano Frullani, qui les va esmentar per primera vegada en una carta el 1821 i publicada el 1828.
Les integrals són de la forma
{\displaystyle \int _{0}^{\infty }{\frac {f(ax)-f(bx)}{x}}\,{\rm {d}}x}
on {\displaystyle {f(x)}} és una funció sobre {\displaystyle {x\geq 0}}, i el límit de {\displaystyle {f(x)}} existeix a {\displaystyle {\infty }}.
La següent fórmula per a la seva solució general es compleix en determinades condicions:
{\displaystyle {\int _{0}^{\infty }{\frac {f(ax)-f(bx)}{x}}\,{\rm {d}}x={\Big (}f(\infty )-f(0){\Big )}\ln {\frac {a}{b}}}}

## Demostració
Una demostració simple de la fórmula es pot arribar expandint l'integrand en una integral, i després utilitzant el teorema de Fubini per intercanviar les dues integrals:
{\displaystyle {\begin{aligned}\int _{0}^{\infty }{\frac {f(ax)-f(bx)}{x}}\,dx&=\int _{0}^{\infty }\left[{\frac {f(xt)}{x}}\right]_{t=b}^{t=a}\,dx\\&=\int _{0}^{\infty }\int _{b}^{a}f'(xt)\,dt\,dx\\&=\int _{b}^{a}\int _{0}^{\infty }f'(xt)\,dx\,dt\\&=\int _{b}^{a}\left[{\frac {f(xt)}{t}}\right]_{x=0}^{x=\infty }\,dt\\&=\int _{b}^{a}{\frac {f(\infty )-f(0)}{t}}\,dt\\&={\Big (}f(\infty )-f(0){\Big )}{\Big (}\ln(a)-\ln(b){\Big )}\\&={\Big (}f(\infty )-f(0){\Big )}\ln {\Big (}{\frac {a}{b}}{\Big )}\\\end{aligned}}}
Tingueu en compte que la integral de la segona línia anterior s'ha pres sobre l'interval {\displaystyle [b,a]}, i no sobre {\displaystyle [a,b]}.

## Fórmules de Frullani

### La primera fórmula de Frullani
Si {\displaystyle f(x)\in C[0,+\infty )\ } i {\displaystyle \ \forall A>0\ \exists \int \limits _{A}^{\infty }{\frac {f(x)}{x}}\,dx}, llavors la fórmula següent és vàlida: 

{\displaystyle \int \limits _{0}^{\infty }{\frac {f(\alpha x)-f(\beta x)}{x}}\,dx=f(0)\ln {\biggl (}{\frac {\beta }{\alpha }}{\biggr )}\ \ (\alpha >0,\beta >0)\ }
 Demostració:
{\displaystyle \lim \limits _{A\to +0}{\Biggl (}{\int \limits _{A}^{\infty }{\frac {f(\alpha x)-f(\beta x)}{x}}\,dx}{\Biggr )}=\lim \limits _{A\to +0}{\Biggl (}{{\int \limits _{A}^{\infty }{\frac {f(\alpha x)}{x}}\,dx}-{\int \limits _{A}^{\infty }{\frac {f(\beta x)}{x}}\,dx}}{\Biggr )}=}
{\displaystyle =\left\{\forall A>0\ \exists \int \limits _{A}^{\infty }{\frac {f(x)}{x}}\,dx\ \Rightarrow {\int \limits _{A}^{\infty }{\frac {f(x)}{x}}\,dx=F(\infty )-F(A)}\Rightarrow {\int \limits _{A}^{\infty }{\frac {f(\alpha x)}{x}}\,dx=\int \limits _{\alpha A}^{\infty }{\frac {f(x)}{x}}\,dx}=F(\infty )-F(\alpha A)\right\}} {\displaystyle =}
{\displaystyle =\lim \limits _{A\to +0}{\Biggl (}F(\infty )-F(\alpha A)-F(\infty )+F(\beta A){\Biggr )}=\lim \limits _{A\to +0}{\Biggl (}F(\beta A)-F(\alpha A){\Biggr )}=\lim \limits _{A\to +0}{\Biggl (}\int \limits _{\alpha }^{\beta }{\frac {f(Ax)}{x}}\,dx{\Biggr )}=}
{\displaystyle =\lim \limits _{A\to +0}{\Biggl (}f(A\xi )\int \limits _{\alpha }^{\beta }{\frac {1}{x}}\,dx{\Biggr )}} {\displaystyle =\lim \limits _{A\to +0}{\Biggl (}f(A\xi ){\biggl (}\ln(\beta )-\ln(\alpha ){\biggr )}{\Biggr )}} {\displaystyle =\lim \limits _{A\to +0}{\biggl (}f(A\xi ){\biggr )}\ln {\biggl (}{\frac {\beta }{\alpha }}{\biggr )}=}
{\displaystyle =\left\{\xi \in [\alpha ,\beta ]\Rightarrow \lim \limits _{A\to +0}{A\xi }=0,f(x)\in C[0,+\infty )\Rightarrow \lim \limits _{A\to +0}{f(A\xi )=f(0)}\right\}=f(0)\ln {\biggl (}{\frac {\beta }{\alpha }}{\biggr )}.}

### Segona fórmula de Frullani
Si {\displaystyle f(x)\in C[0,+\infty )} i {\displaystyle \exists \lim \limits _{x\to +\infty }f(x)<+\infty \ } aleshores, la fórmula següent és vàlida: 
 

{\displaystyle \int \limits _{0}^{\infty }{\frac {f(\alpha x)-f(\beta x)}{x}}\,dx=(f(0)-f(+\infty ))\ln {\biggl (}{\frac {\beta }{\alpha }}{\biggr )}\ \ (\alpha >0,\beta >0)}
 Demostració:
{\displaystyle \int \limits _{0}^{\infty }{\frac {f(\alpha x)-f(\beta x)}{x}}\,dx=\lim \limits _{\epsilon \to 0,\Delta \to \infty }{\Biggl (}\int \limits _{\epsilon }^{A}{\frac {f(\alpha x)-f(\beta x)}{x}}\,dx+\int \limits _{A}^{\Delta }{\frac {f(\alpha x)-f(\beta x)}{x}}\,dx{\Biggr )}}{\displaystyle =}
{\displaystyle =\left\{\rho {\bigl (}\epsilon ,A{\bigr )}<\infty ,{\frac {f(x)}{x}}\in C[\epsilon ,A]\Rightarrow \int \limits _{\epsilon }^{A}{\frac {f(x)}{x}}\,dx=F(A)-F(\epsilon )\Rightarrow \int \limits _{\epsilon }^{A}{\frac {f(\alpha x)}{x}}\,dx=F(\alpha A)-F(\alpha \epsilon )\right\}}{\displaystyle =}
{\displaystyle =\lim \limits _{\epsilon \to 0,\Delta \to +\infty }{\Biggl (}F(\alpha A)-F(\alpha \epsilon )-F(\beta A)+F(\beta \epsilon )+\int \limits _{A}^{\Delta }{\frac {f(\alpha x)-f(\beta x)}{x}}\,dx{\Biggr )}=}
{\displaystyle =\left\{\rho {\bigl (}A,\Delta {\bigr )}<\infty ,{\frac {f(x)}{x}}\in C[A,\Delta ]\Rightarrow \int \limits _{A}^{\Delta }{\frac {f(x)}{x}}\,dx=F(\Delta )-F(A)\Rightarrow \int \limits _{A}^{\Delta }{\frac {f(\alpha x)}{x}}\,dx=F(\alpha \Delta )-F(\alpha A)\right\}=}
{\displaystyle =\lim \limits _{\epsilon \to +0,\Delta \to +\infty }{\Biggl (}F(\alpha A)-F(\alpha \epsilon )-F(\beta A)+F(\beta \epsilon )+F(\alpha \Delta )-F(\alpha A)-F(\beta \Delta )+F(\beta A){\Biggr )}=}
{\displaystyle =\lim \limits _{\epsilon \to +0}{\biggl (}F(\beta \epsilon )-F(\alpha \epsilon ){\biggr )}-\lim \limits _{\Delta \to +\infty }{\biggl (}F(\beta \Delta )-F(\alpha \Delta ){\biggr )}=\lim \limits _{\epsilon \to +0}{\Biggl (}\int \limits _{\alpha }^{\beta }{\frac {f(\epsilon x)}{x}}\,dx{\Biggr )}-\lim \limits _{\Delta \to +\infty }{\Biggl (}\int \limits _{\alpha }^{\beta }{\frac {f(\Delta x)}{x}}\,dx{\Biggr )}=}
{\displaystyle =\lim \limits _{\epsilon \to +0}{\Biggl (}f(\epsilon \eta )\int \limits _{\alpha }^{\beta }{\frac {1}{x}}\,dx{\Biggr )}-\lim \limits _{\Delta \to +\infty }{\Biggl (}f(\Delta \mu )\int \limits _{\alpha }^{\beta }{\frac {1}{x}}\,dx{\Biggr )}} {\displaystyle ={\biggl (}\lim \limits _{\epsilon \to +0}f(\epsilon \eta )-\lim \limits _{\Delta \to +\infty }f(\Delta \mu ){\biggr )}{\biggl (}\ln(\beta )-\ln(\alpha ){\biggr )}} {\displaystyle =}
{\displaystyle =\left\{\eta ,\mu \in [\alpha ,\beta ]\Rightarrow \lim \limits _{\epsilon \to +0}\epsilon \eta =0,\lim \limits _{\Delta \to +\infty }\Delta \mu =+\infty ,f(x)\in C[0,+\infty ]\Rightarrow \lim \limits _{\epsilon \to +0}f(\epsilon \eta )=f(0),\lim \limits _{\Delta \to +\infty }f(\Delta \mu )=f(+\infty )\right\}=}
{\displaystyle ={\biggl (}f(0)-f(+\infty ){\biggr )}\ln {\biggl (}{\frac {\beta }{\alpha }}{\biggr )}.}

### La tercera fórmula de Frullani
Si {\displaystyle f(x)\in C(0,+\infty )\ } i {\displaystyle \ \forall A>0\ \exists \int \limits _{0}^{A}{\frac {f(x)}{x}}\,dx} и {\displaystyle \exists \lim \limits _{x\to +\infty }f(x)<+\infty \ } aleshores, la fórmula següent és vàlida:

{\displaystyle \int \limits _{0}^{\infty }{\frac {f(\alpha x)-f(\beta x)}{x}}\,dx=f(+\infty )\ln {\biggl (}{\frac {\alpha }{\beta }}{\biggr )}\ \ (\alpha >0,\beta >0)\ }

## Aplicacions
La fórmula es pot utilitzar per derivar una representació integral per al logaritme natural {\displaystyle \ln(x)} amb {\displaystyle f(x)=e^{-x}} i {\displaystyle a=1}:
{\displaystyle {\int _{0}^{\infty }{\frac {e^{-x}-e^{-bx}}{x}}\,{\rm {d}}x={\Big (}\lim _{n\to \infty }{\frac {1}{e^{n}}}-e^{0}{\Big )}\ln {\Big (}{\frac {1}{b}}}{\Big )}=\ln(b)}
o per derivar {\displaystyle f(x)=\arctan x\ } amb {\displaystyle a,b>0}:
{\displaystyle \int \limits _{0}^{\infty }{\frac {\arctan(ax)-\arctan(bx)}{x}}\,{\rm {d}}x={\frac {\pi }{2}}\ln {\frac {a}{b}}}
La fórmula també es pot generalitzar de diverses maneres diferents.

## Exemples
Gràcies a la integral de Frullani i amb l'ajut de transformacions elementals, diferenciació i integració respecte a un paràmetre, es poden reduir moltes altres integrals impròpies.
- {\displaystyle \int \limits _{0}^{\infty }{\frac {{\frac {\sin(\alpha x)}{\alpha x}}-{\frac {\sin(\beta x)}{\beta x}}}{x}}\,dx\,=\,\ln \left({\frac {\beta }{\alpha }}\right)}

- {\displaystyle \int \limits _{0}^{\infty }\!{\frac {\sin \left(\alpha x+m\right)-\sin \left(\beta x+m\right)}{x}}{dx}=\sin(m)\cdot \ln \left({\frac {\beta }{\alpha }}\right)}

- {\displaystyle \int \limits _{0}^{\infty }\!{\frac {\cos \left(\alpha x+m\right)-\cos \left(\beta x+m\right)}{x}}{dx}=\cos(m)\cdot \ln \left({\frac {\beta }{\alpha }}\right)}

- {\displaystyle \int \limits _{0}^{\infty }{\frac {{\frac {m}{n+\alpha x}}-{\frac {m}{n+\beta x}}}{x}}\,dx\,=\,{{\frac {m}{n}}\,\ln \left({\frac {\beta }{\alpha }}\right)}}

- {\displaystyle \int \limits _{0}^{\infty }\!\,{\frac {{\frac {arctg\left(-\alpha \,x\right)}{\alpha \,x}}-{\frac {arctg\left(-\beta \,x\right)}{\beta \,x}}}{x}}{dx}\,={\,\ln \left({\frac {\alpha }{\beta }}\right)}}